# لوموستين
لوموستين ويتم تسويقه الآن باسم Gleostine هو مركب نتروزويوريا مؤلكل يستخدم في العلاج الكيميائي. يرتبط ارتباطًا وثيقًا بالسمستين وهو في نفس عائلة الستربتوزوتوسين. وهو دواء قابل للذوبان في الدهون بدرجة عالية، وبالتالي فهو يعبر حاجز للدم في الدماغ. وهذه الخاصية تجعله مثالياً لعلاج أورام الدماغ، وهذا هو الاستخدام الأساسي له، على الرغم من أنه يستخدم أيضًا لعلاج لمفوما هودجكين كخيار من الخط الثاني.